# Бабич Юрій Петрович
Юрій Петрович Бабич (нар. 20 жовтня 1928, місто Верхньодніпровськ, тепер Дніпропетровської області — 24 жовтня 2018,  місто Кривий Ріг Дніпропетровської області) — український радянський партійний діяч. Депутат Верховної Ради УРСР 8—11-го скликань. Член Президії Верховної Ради УРСР 9-го скликання. Член Ревізійної комісії КПУ в 1976—1981 р. Член ЦК КПУ в 1981—1990 р.

## Біографія
У 1945—1948 роках — курсант спецшколи Військово-Повітряних сил СРСР.
У 1953 році закінчив транспортний факультет Дніпропетровського металургійного інституту.
У 1953—1960 роках — черговий, маневровий диспетчер, заступник начальника, начальник станції управління залізничного транспорту тресту «Дзержинськруда», начальник транспортно-навантажувального цеху рудоуправління імені Кірова тресту «Дзержинськруда» Дніпропетровської області.
Член КПРС з 1957 року.
У 1960—1969 роках — секретар, 2-й секретар, 1-й секретар Центрально-Міського районного комітету КПУ міста Кривого Рогу Дніпропетровської області.
У 1969—1979 роках — голова виконавчого комітету Криворізької міської ради депутатів трудящих.
У 1979—1983 роках — 1-й секретар Криворізького міського комітету КПУ Дніпропетровської області.
У березні 1983 — листопаді 1989 року — голова виконавчого комітету Дніпропетровської обласної ради народних депутатів.
Потім — на пенсії, голова Дніпропетровської обласної асоціації з фізичних та нетрадиційних методів лікування «Солоний лиман». 
Ще у 1988 році, невдовзі після Чорнобильської аварії, Дніпропетровський облвиконком на чолі з Ю. Бабичем ухвалив рішення про розширення і реконструкцію обласної лікарні «Солоний Лиман», будівництво житла та об'єктів соціально-культурного призначення для медпрацівників та їхніх сімей. Після виходу на пенсію Юрій Бабич зробив вагомий особистий внесок у розбудову обласної фізико-терапевтичної лікарні «Солоний лиман» у с. Новотроїцьке Новомосковського району Дніпропетровської області.
Похований на Запорізькому кладовищі в місті Дніпро. 

## Родина
Дружина — Софія Єгорівна Бабич (народжена 7 липня 1928), заслужений працівник рудовидобувної промисловості.

## Нагороди
- орден Леніна
- два ордени Трудового Червоного Прапора
- орден «Знак Пошани»
- Почесна грамота Президії Верховної Ради Української РСР
- медалі
- почесний громадянин міста Кривий Ріг (2000)
- знак «За заслуги перед містом» (Кривий Ріг) 1-го ст. (2008)